# Горонкова, Анна Денисовна
Анна Денисовна Горонкова — советский хозяйственный, государственный и политический деятель, заслуженный строитель РСФСР.

## Биография
Родилась в 1929 году в селе Новый Радин. Член КПСС.
С 1946 года — на хозяйственной, общественной и политической работе. В 1946—1982 гг. — штукатур, бригадир штукатуров в СУ № 12 треста «Магнитострой», бригадир маляров СУ «Отделстрой» Минтяжстроя СССР.
За внедрение прогрессивных форм обслуживания оборудования на предприятиях промышленности строительных материалов и в строительстве в составе коллектива удостоена Государственной премии СССР за выдающиеся достижения в труде 1978 года.
Избиралась депутатом Верховного Совета РСФСР 8-го и 9-го созывов.